# Битва Штандартів
Битва Штандартів (англ. Battle of the Standard, 22 серпня 1138 року) — одна з найважливіших битв в історії англо-шотландських війн, що сталась 22 серпня 1138 року неподалік від Норталлертона у Північному Йоркширі, Англія. У цій битві англійське ополчення, зібране Турстаном, архієпископом Йоркським, завдало нищівної поразки шотландцям короля Давида I, які вторглись на територію Англії у часи громадянської війни 1135—1154 років. В центрі позицій англійських військ під час битви знаходився візок, на якому було встановлено освячені прапори з образами північноанглійських святих, завдяки чому битва отримала назву «битва Штандартів». Інша назва битви — битва під Норталлертоном.

## Передісторія
Після смерті англійського короля Генріха I, престол Англії мала успадкувати його дочка Матильда, вдова імператора Священної Римської імперії Генріха V. Ще 1 січня 1127 року англонормандські барони склали присягу на вірність імператриці та визнали її спадкоємицею престолу. Першим серед тих, хто склав присягу був шотландський король Давид I, дядько Матильди за матір'ю, якому належали володіння у Середній Англії й титул графа Гантінґдона.
Коли 1 грудня 1135 року Генріх I помер, англійська знать і духовенство, порушивши клятву вірності Матильді, обрали своїм королем Стефана Блуаського, сина дочки Вільгельма Завойовника. Хоча Стефан також був родичем Давиду I — він був одружений із племінницею Давида Матильдою Булонською, — шотландський король відмовився визнати обрання Стефана й на чолі крупної армії вторгся на територію Англії. Швидкість, з якою відбулось це вторгнення, дозволила низці істориків, дійти висновку, що ця кампанія була підготовлена заздалегідь й відбулась би незалежно від того, хто з претендентів посів би англійський престол, а захист прав Матильди був лише приводом для спроби анексії північноанглійських графств. Шотландські війська захопили Камберленд і Нортумберленд, взяли Карлайл і Ньюкасл, взяли в облогу Дарем. Назустріч Давиду I на початку 1136 року висунулась англійська армія короля Стефана. 5 лютого в Даремі було підписано угоду, відповідно до якої Стефан поступався Генріху Шотландському, сину Давида I, Карлайлом, Донкастером і володіннями графів Гантінґдона, замість чого Генріх складав омаж королю Стефану. Сам Давид I уникнув визнання Стефана королем і складання йому омажу й домігся обіцянки, що у разі, якщо буде відроджено титул графа Нортумбрії, Генріх Шотландський як онук за матір'ю останнього англосаксонського ерла Нортумбрії, буде першим кандидатом на цей титул і пов'язані з ним володіння у північно-східній Англії.
Англо-шотландське перемир'я тривало недовго. Вже наприкінці зими 1137 року шотландці знову здійснили набіг на північноанглійські графства. Лише прибуття крупної армії короля Стефана змусило Давида I піти на перемир'я терміном до листопада 1137 року. Лишень термін витік, Давид I зажадав від Стефана передачі своєму сину обіцяної Нортумбрії. Англійський король у цей період перебував у доволі скрутному становищі через провал своєї експедиції в Нормандію й формування всередині країни сильної партії прибічників імператриці Матильди. Тим не менше, Стефан відкинув вимогу шотландського монарха. У відповідь Давид I оголосив про свою вірність імператриці Матильді та у січні 1138 року знову вторгся на територію Англії.

## Шотландське вторгнення

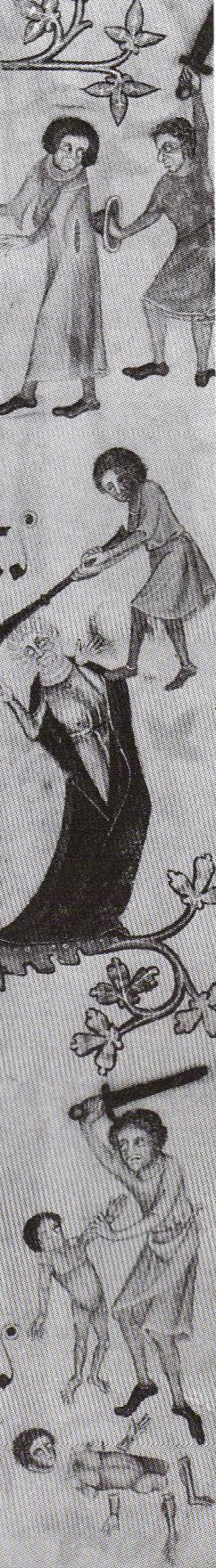
Звірства шотландців. Латтреллів псалтир. XIV століття

Шотландське вторгнення взимку 1138 року відзначалось особливим розмахом та жорстокістю, які шокували сучасників. Річард Гексемський назвав шотландську армію «мерзенним військом, дикішим, ніж будь-які поганці, що не знають ані Бога, ані людини». Шотландці «розграбували всю область й усюди вбивали місцевих жителів без розрізнення статі, віку і статку, знищуючи, грабуючи і спалюючи села, церкви й будинки». В англійських часописах того часу містяться також згадки про випадки канібалізму, не кажучи вже про масові свідчення захоплень в рабство та убивств священиків, жінок і дітей. За позбавлення від розбою монастирі відкупались грішми: відомо, наприклад, що монастир Тайнмаут викупив ухід шотландців зі своїх земель за 27 марок.
У військах Давида I перебували не лише шотландці й англійці з Лотіану, але також норвежці й гели з Оркнейських та Гебридських островів, нормандські лицарі, німці та навіть данці. Однак найбільший жах викликали у місцевого населення «пікти» з Голуея, які, ймовірно, відзначались особливою жорстокістю.
У лютому 1138 року король Стефан зібрав крупну армію й рушив на північ. Шотландцям, однак, вдалось уникнути битви, й король, розграбувавши Лотіан, був змушений увести свої війська назад на південь, де розпалювався заколот прибічників Матильди. У квітні Давид I знову вторгся до Англії. Цього разу він розділив свою армію на дві групи: залишившись з основними силами розграбовувати Нортумберленд, король надіслав загін під командуванням Вільгельма Фіц-Дункана у Ланкашир. 10 червня 1138 року в сутичці під Клітеро війська Фіц-Дункана здобули перемогу над загоном північноанглійських лицарів. До кінця липня обидві шотландські армії знову возз'єднання в долині Тайна.
В умовах нездатності короля Стефана чинити опір шотландцям, організацію оборони Північної Англії взяли на себе Турстан, архієпископ Йоркський, й барони північних графств на чолі з Вільгельмом Омальським, лордом Холдернессу. Під стягом священної війни проти дикунів їм вдалось зібрати значне ополчення (за деякими оцінками, до 10 000 чоловік). 22 серпня англійські війська підійшли до позицій шотландців у торфяниках Коудон-Мур неподалік від Норталлертона у Північному Йоркширі.

## Позиції сторін
За чисельністю армія Давида I сильно переважала англійців, сягаючи 16 000 чоловік. Шотландці розташувались на невисокому пагорбі на схід від Великої Північної дороги. У військах Давида перебувала значна кількість нормандських лицарів, що володіли землями як у Шотландії, так і в Англії, та, відповідно, були васалами обох королів. Ці барони, передусім Роберт де Брюс і Бернард де Балліоль, намагались переконати Давида I відмовитись від битви, пообіцявши домогтись від короля Стефана поступки Нортумберлендом, але їхні зусилля не мали успіху й частина нормандців залишила розташування Англії.
Перед шикуванням армії виникла суперечка про те, чий загін має стояти на передній лінії військ. Король Давид I передбачав в авангард поставити нормандських лицарів, однак проти цього рішуче виступили «голуейці» (очевидно, гели з південно-західних областей Шотландії), горді своєю минулою перемогою під Клітеро над англійцями. Король поступився й розмістив попереду решти військ навіжених «голуейців», озброєних тільки мечами, списами та шкіряними щитами. Безпосередньо за «голуейцями» розмістились загони англонормандських баронів з Південної Шотландії та Північної Англії на чолі з принцом Генріхом. Третю лінію складали гели з Аргайла, норвежці з Гебридів, а також загін англосаксів з Лотіану під командуванням графа Госпатріка. Нарешті, замикала шикування основна маса шотландців, головним чином, з північно-східних областей країни, на чолі з самим королем Давидом I.
Війська англійців розташувались на сусідньому з шотландцями пагорбі, вишикувавшись в одну щільну колону. В центрі англійських позицій архієпископ Турстан встановив візок із закріпленою на ньому корабельною щоглою, до якої були прив'язані священні стяги з образами святих Петра Йоркського, Іоанна Беверлійського, Вільфріда Ріпонського і Кутберта Даремського. Завдяки цим стягам, битва отримала назву «битва Штандартів». Першу лінію шикування складали лучники, за ними йшли тяжкоозброєні лицарі, що спішились для участі у битві, а на флангах та в ар'єргарді розташувались загони ополчення північноанглійських графств.

## Перебіг битви
За свідченням Генріха Гантінгдонського, битва почалась з атаки шотландців. Із голосним криком «Albanaich, Albanaich!» (шотл. гел. «Шотландці, шотландці!») перші ряди армії Давида I обрушились на англійську армію.
Коли шотландці перейшли до бою на мечах, англійські лучники засипали їх градом стріл. Позиції шотландців розлаштувались, а хоробрі, але вкрай погано озброєні голуейці не побажали відступати й були практично цілком перебиті.
Битва тривала й на інших флангах. Загону Генріха Шотландського вдалось потіснити англійців, однак, коли однією з англійських стріл було вбито «предводителя людей Лотіану», ймовірно, графа Госпатріка, шотландці вдались до втечі. За ними поспішили рештки голуейців та інші воїни армії Давида I. За легендою, король особисто намагався зупинити тих, хто відступав, але його увезла власна охорона. За свідченням Іоанна Гексемського, битва тривала три години й до 9 ранку була завершена. Розгромлена армія Давида I втекла на північ. Англійці, чиї втрати в бою були відносно невеликими, не переслідували шотландців.

## Наслідки

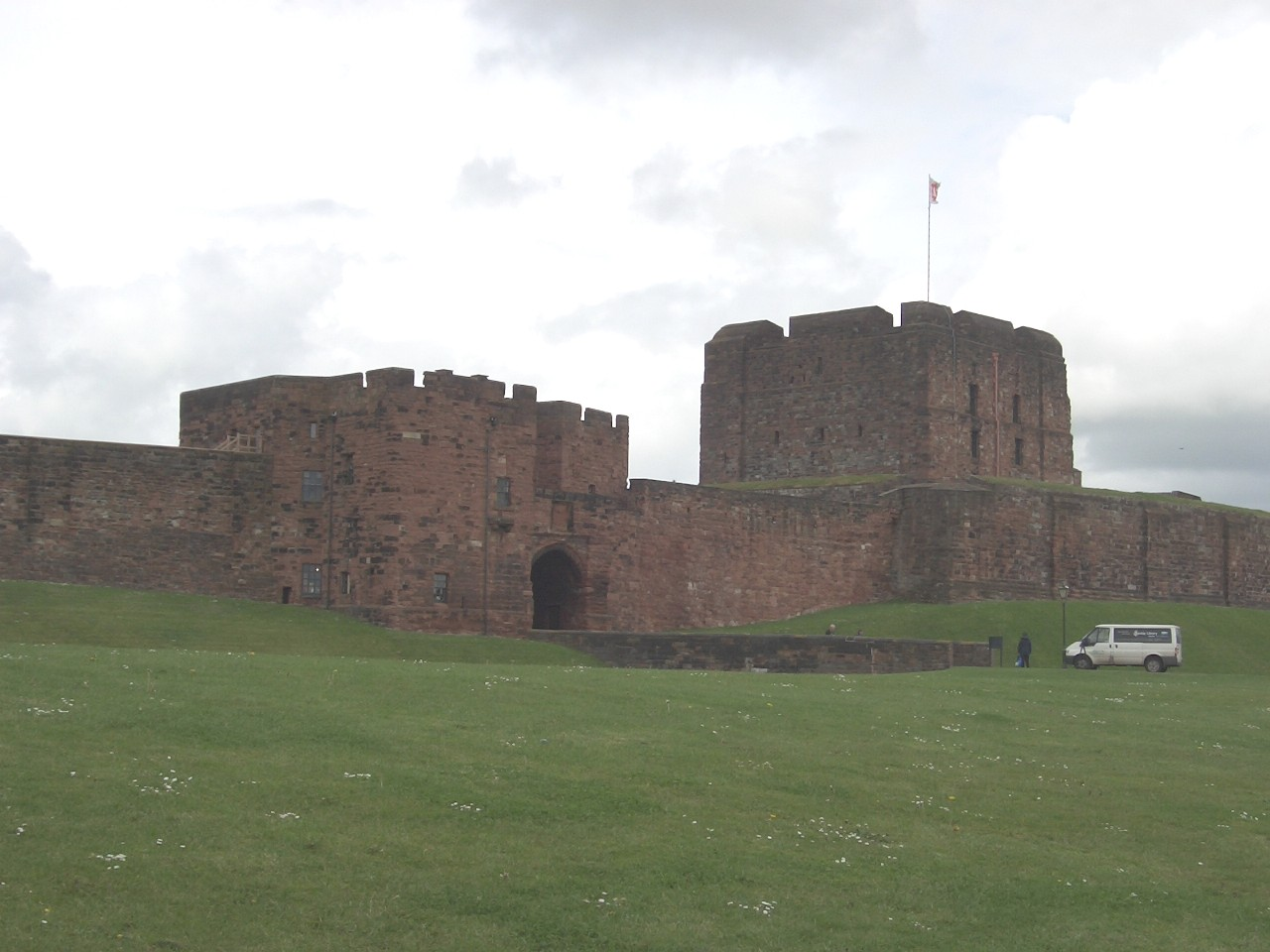
Карлайлський замок, перебудований Давидом I

Незважаючи на повну перемогу англійців у битві Штандартів, вона не відіграла вирішальну роль в ході війни. Давид I зі своїми загонами лишився на території Північної Англії, оселившись у Карлайлі, та невдовзі відновив набіги на Нортумберленд. Тривала й облога шотландцями фортець на англо-шотландському кордоні, зокрема, в листопаді 1138 року було взято замок Варк. Перемовини про примирення взяли на себе королева Матильда Булонська й папський легат Альберік, єпископ Остії. Остаточно умови мирної угоди було узгоджено 9 квітня 1139 року в Даремі, вони стали вкрай вигідними для шотландського короля. Стефан, змушений вести воєнні дії у Південній та Західній Англії проти прибічників імператриці Матильди, був надто зацікавлений у досягненні компромісу з Шотландією й пішов на колосальні територіальні поступки. Відповідно до Даремської угоди Стефан поступився Нортумберлендом Генріху Шотландському, сину Давида I, зберігши за собою лише дві північноанглійські фортеці — Бамбург і Ньюкасл. Давид I та його син, у свою чергу, визнали Стефана Блуаського королем Англії та склали йому омаж.
У подальшому шотландський король практично не брав активної участі у громадянській війні в Англії, за винятком символічного супроводження імператриці Матильди в Лондон у 1141 році й участі у битві під Вінчестером. Території, якими поступились шотландцям у 1136 та 1138 роках, були повернуті лише 1157 року наступником Стефана Генріхом II Плантагенетом.